# Asterix & Obelix: Mission Kleopatra
Asterix & Obelix: Mission Kleopatra ist der zweite Realfilm der Comicreihe Asterix aus dem Jahr 2002, der auf dem Asterixband Asterix und Kleopatra und der Zeichentrickverfilmung dieses Bandes aus dem Jahr 1968 basiert.

## Handlung
Kleopatra hat sich auf eine Wette mit Cäsar eingelassen. Sie wettet mit ihm, dass es die Ägypter schaffen, innerhalb von drei Monaten einen Palast für ihn zu bauen. Mit dem Bau wird nicht der wenig innovative königliche Architekt Pyradonis beauftragt, sondern der einzige gerade unbeschäftigte Architekt im Königreich, Numerobis. Sollte er es nicht innerhalb der gesetzten Frist schaffen, so wird er an die Krokodile verfüttert. Deshalb bittet Numerobis seine gallischen Freunde mit den Zauberkräften um Hilfe. Asterix, Obelix und Miraculix machen sich mit dem Zaubertrank auf den Weg nach Ägypten, um beim Bau des Palastes zu helfen.
Die Freunde müssen sich gegen Sabotageakte von Pyradonis zur Wehr setzen. Auch Cäsar im Pakt mit diesem möchte die Wette nicht verlieren und lässt den Palast mit Katapulten beschießen. Allerdings kann Asterix die Königin in Alexandria benachrichtigen. Kleopatra zwingt den verliebten Cäsar, die Einmischung zu unterlassen. Dessen Soldaten müssen daraufhin den angerichteten Schaden wiedergutmachen. Der Bau wird rechtzeitig vollendet und Numerobis mit Gold überschüttet. Der Film endet mit einem Festbankett zu Ehren der Gallier.

## Hintergrund
Der zweiten Realverfilmung eines Asterix-Comics stand ein Budget von 53 Millionen Euro zur Verfügung. Dieser Film war bis zum damaligen Starttermin der teuerste nicht englischsprachige Film in der europäischen Filmgeschichte. Realisiert wurde die deutsch-französische Co-Produktion an Drehorten in Frankreich, Marokko (Ouarzazate) und Malta.

## Kritik
Das Lexikon des internationalen Films befand: „Überlange Realverfilmung eines der legendären ‚Asterix‘-Comics, die trotz eines spielfreudigen Star-Ensembles nie den intelligenten Hintersinn der Vorlage erreicht und weitgehend in tricktechnisch aufwändig inszenierten Szenen und harmlosem Klamauk steckenbleibt.“
Der Bayerische Rundfunk meinte: „Es irrt, wer aufgrund des witzigen Kinotrailers glaubt, die zweite Asterix-Verfilmung mit Gérard Dépardieu und Christian Clavier wäre gelungener als die erste. Mehr als drei richtig gute Gags gibt es nicht. Echte Asterix-Fans werden sich erneut die Zöpfe raufen und sagen: Asterix und Obelix zu verfilmen ist eine Mission impossible – auch im Falle von Mission Kleopatra.“

## Synchronisation
Die deutschsprachige Synchronisation entstand bei der Film- & Fernseh-Synchron in Berlin nach einem Dialogbuch von Andreas Pollak, der auch die Dialogregie übernahm.
| Rolle                 | Darsteller         | Synchronsprecher         |
| --------------------- | ------------------ | ------------------------ |
| Asterix               | Christian Clavier  | Michael Pan              |
| Obelix                | Gérard Depardieu   | Manfred Lehmann          |
| Kleopatra             | Monica Bellucci    | Arianne Borbach          |
| Caius Antivirus       | Jean-Paul Rouve    | Marius Clarén            |
| Caius Céplus          | Dieudonné          | Marco Kröger             |
| Dreifuß               | Michel Crémadès    | Friedrich Georg Beckhaus |
| Hofmaler              | Claude Berri       | H.H. Müller              |
| Julius Cäsar          | Alain Chabat       | Hans-Jürgen Dittberner   |
| Miraculix             | Claude Rich        | Werner Ehrlicher         |
| Numerobis             | Jamel Debbouze     | Bernhard Völger          |
| Pyradonis             | Gérard Darmon      | Bernd Rumpf              |
| Schraubzieris         | Édouard Montoute   | Charles Rettinghaus      |
| Steißbeinwehis        | Jean Benguigui     | Lutz Schnell             |
| Kapitän Rotbart       | Bernard Farcy      | Klaus Sonnenschein       |
| Erzähler              | Pierre Tchernia    | Thomas Fritsch           |
| Baba                  | Mouss Diouf        | Tilo Schmitz             |
| Bildhauer             | Abdel Soufi        | Thomas Petruo            |
| Caius Gaspachoandalus | Pierre Tchernia    | Thomas Fritsch           |
| Charmandra            | Noémie Lenoir      | Sonja Spuhl              |
| Couloirdebus          | Maurice Barthélémy | Klaus Lochthove          |
| Mataharis             | Chantal Lauby      | Regina Venus             |
| Physio                | Mathieu Kassovitz  | Oliver Feld              |
| Sekretaris            | Édouard Baer       | Michael Bauer            |
| Vodafonis             | Isabelle Nanty     | Katharina Koschny        |